# Monachoptilas
Monachoptilas is een geslacht van vlinders van de familie echte motten (Tineidae).

## Soorten
- M. berista Viette, 1954
- M. faedellus (Mabille, 1880)
- M. hyperaesthetica Meyrick, 1934
- M. musicodora Meyrick, 1934
- M. paulianella Viette, 1955
- M. petitiella Viette, 1954
- M. stempfferiella Viette, 1954